# Elizabeth FitzGerald
Elizabeth FitzGerald, surnommée la Belle Geraldine, née vers 1528 au château de Maynooth et morte en mars 1589, est la fille du neuvième comte de Kildare et de lady Grey.

## Biographie
Elle entre dans la maison de la princesse Marie à Hundson en 1538, puis devient en 1540 demoiselle d'honneur de Catherine Howard. À peine âgée de 15 ans, elle épouse un homme de soixante ans, Sir Anthony Browne, qui meurt en 1548. Elle se remarie vers 1552 à Edward Fiennes de Clinton, comte de Lincoln. La belle Geraldine est célèbre par l'amour qu'elle inspire au comte de Surrey qui chante sa peine et l'incomparable beauté de sa platonique maîtresse dans une série de chants et de sonnets agréables. Cette chevaleresque passion a inspiré la Lady Geraldine to the earl of Surrey de Drayton (Heroical Epistle, 1578) et un épisode du Lady of the last minstrel de Walter Scott. On a un remarquable portrait de lady Fitzgerald par C. Ketel.
Elle meurt en mars 1589.